# Ołena Krywyćka
Ołena Serhijiwna Krywyćka (ukr. Олена Сергіївна Кривицька; ur. 23 lutego 1987 w Rostowie nad Donem) – ukraińska szpadzistka, trzykrotna medalistka mistrzostw świata.
Podczas mistrzostw świata w Moskwie w 2015 roku Ukrainki w składzie: Ołena Krywyćka, Ksenija Pantelejewa, Anfisa Poczkałowa i Jana Szemiakina zdobyły drużynowo brązowy medal. Dwa lata później, na mistrzostwach świata w Lipsku, zdobyła brązowy medal w turnieju indywidualnym. Wyprzedziły ją jedynie Rosjanka Tatjana Gudkowa i Polka Ewa Trzebińska. Wynik ten powtórzyła na mistrzostwach świata w Budapeszcie w 2019 roku.
Wystartowała na igrzyskach olimpijskich w Londynie w 2012 roku, gdzie odpadła w drugiej rundzie turnieju indywidualnego, a drużynowo zajęła ósme miejsce. Na rozgrywanych cztery lata później igrzyskach olimpijskich w Rio de Janeiro była piętnasta indywidualnie i ponownie ósma w drużynie. Brała też udział w igrzyskach olimpijskich w Tokio w 2020 roku, zajmując 21. miejsce w turnieju indywidualnym.